# Ólmod
Ólmod là một thị trấn thuộc hạt Vas, Hungary. Thị trấn này có diện tích 3,66 km², dân số năm 2010 là 101 người, mật độ 28 người/km².